# La Bella Otero
Agustina Carolina del Carmen Otero Iglesias, más conocida como Carolina Otero o La Bella Otero (Valga, 4 de noviembre de 1868 - Niza, 12 de abril de 1965), fue una bailarina, cantante, actriz y cortesana española afincada en Francia y uno de los personajes más destacados de la Belle Époque francesa en los círculos artísticos y la vida galante de París.

## Biografía

### Infancia
Hija de una madre soltera y muy pobre (Carmen Otero Iglesias, 1844-1903) apenas tuvo acceso a una educación académica. Tuvo cinco hermanos: Gumersindo, Valentín, Adolfo y Francisco. El 6 de julio de 1879, a los diez años, fue violada por Venancio Romero "Conainas", zapatero del pueblo, a causa de lo cual quedó estéril y huyó de casa unos meses después para no volver nunca más a su pueblo natal, Valga. Tras la fuga decidió usar su segundo nombre: Carolina, en lugar del primero Agustina.
Trabajó en una compañía de cómicos ambulantes portugueses. Al dejar la compañía se vio obligada a ejercer oficios muy humildes para salir adelante, como trabajar de criada doméstica, bailar en locales de la más diversa índole, e incluso llegar a ejercer la prostitución.

### Carrera artística

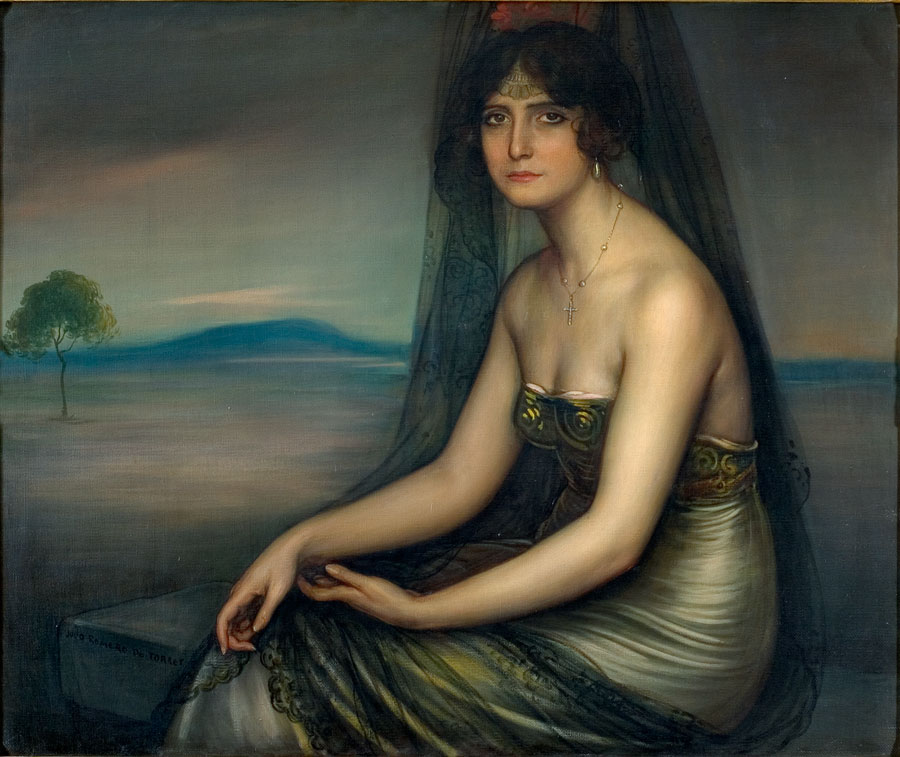
Carmen Otero, por Julio Romero de Torres.

En 1888 conoció en Barcelona a un banquero llamado Ernest Jurgens que la quiso promocionar como bailarina por Francia y la llevó a Marsella, aunque enseguida empezó a promocionarse a sí misma hasta llegar a ser una bailarina conocida en toda Francia como La Bella Otero. En la promoción enfatizaba su origen español (muy exótico en Francia por entonces) y se presentaba artísticamente como andaluza y de origen gitano. La construcción del personaje artístico de Otero está tan llena de mitos que incluso han perdurado hasta nuestros días, habiendo biógrafos que sitúan su nacimiento en Cádiz, hija de una gitana, tal y como ella afirmaba en su autobiografía.
Realizó giras por todo el mundo como bailarina exótica y actriz, consiguiendo fama internacional. Se sabe que actuó en Nueva York en 1890, además de visitar otros países como Argentina, Cuba y Rusia, coincidiendo en este último con Rasputín. Otero actuó durante muchos años en París en el Folies Bergère, donde era la estrella y en el Cirque d'Été, convirtiéndose en una de las primeras artistas españolas conocida internacionalmente.
Otero no era una bailarina profesional y su arte era más instintivo que técnico. Sus danzas eran una mezcla de estilos flamenco, fandangos o danzas exóticas. También era una cantante competente y tenía calidad como actriz. Representó Carmen de Bizet y piezas teatrales como Nuit de Nöel.
|  |
|  |

|  |
|  |

|  |
|  |

|  |
|  |

|                           |
| Retrato por Mijaíl Vrúbel |

### Carrera como cortesana
A pesar de sus éxitos profesionales, Otero había conseguido ascender en el mundo artístico prostituyéndose y haciéndose amante de hombres influyentes. No era una práctica extraña que las artistas ejercieran de cortesanas para aumentar sus ingresos. En la Belle Époque era habitual y los hombres que podían pagar las astronómicas sumas que cobraban estas cortesanas conseguían prestigio. Otero era una de las más famosas y cotizadas de la alta sociedad parisina. Fue amante, entre otros, de Guillermo II de Alemania, Nicolás I de Montenegro, Leopoldo II de Bélgica, Alfonso XIII de España, Eduardo VII del Reino Unido, y los grandes duques Pedro y Nicolás de Rusia; con Aristide Briand mantuvo una relación entrañable que duró hasta la muerte del político. Otero llegó a reunir una fabulosa fortuna que, debido a la ludopatía que padecía, fue dilapidando en los casinos de Montecarlo y Niza.
|  |
|  |

|  |
|  |

|  |
|  |

|  |
|  |

### Fallecimiento

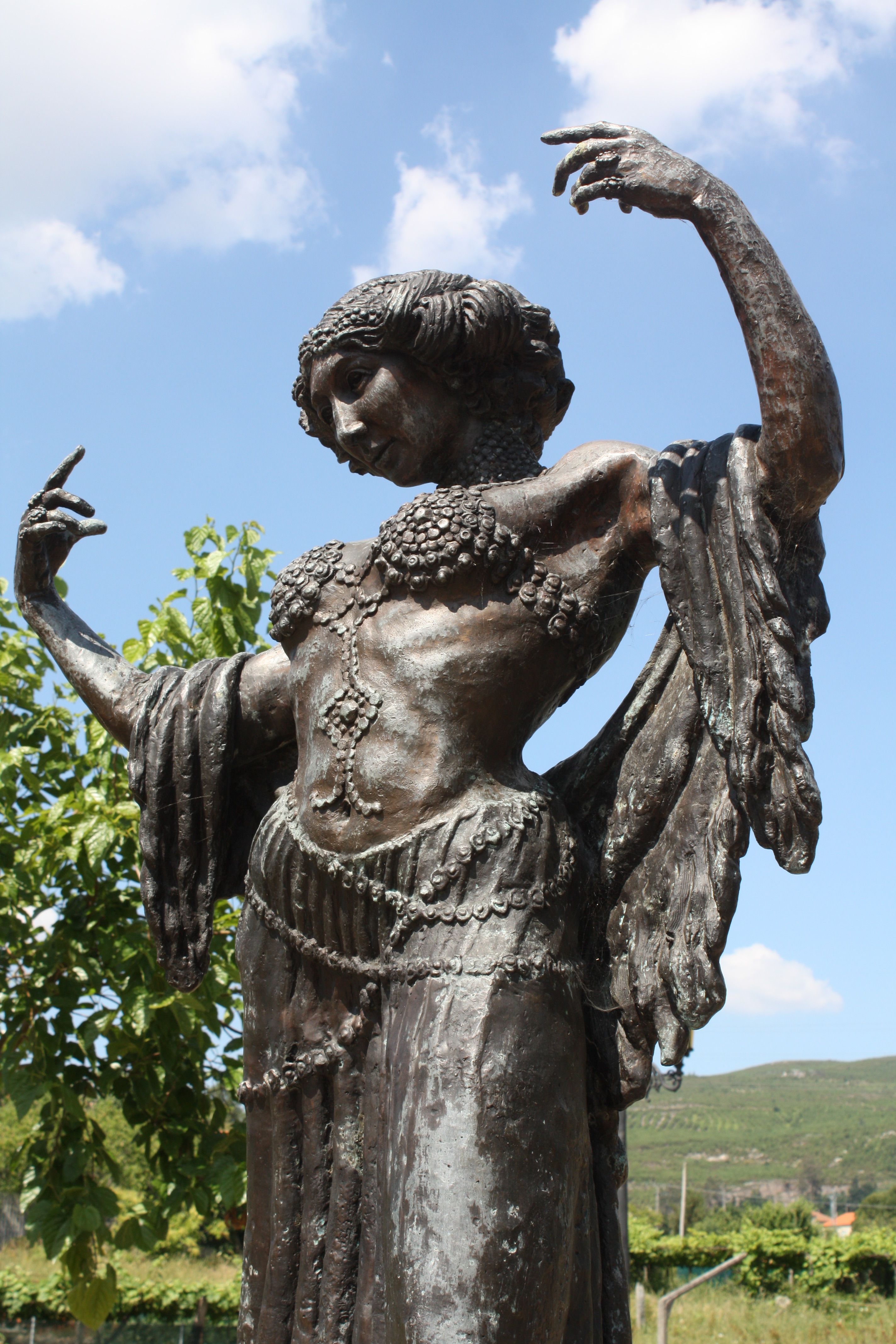
Escultura de La Bella Otero en los jardines de Valga, Pontevedra.

Retirada de los escenarios en 1910, se estableció en Niza, donde vivió hasta su muerte en 1965 totalmente arruinada y sola. Vivía de una pensión que le pasaba el Casino de Montecarlo en agradecimiento por los millones de francos que en él dejara. Nunca se casó.
Falleció de un infarto fulminante en su humilde departamento el 12 de abril de 1965, con noventa y seis años. A su entierro solo asistieron varios crupieres y el gerente del Casino de Montecarlo para despedirla.
De su vida se han escrito varias biografías y se han hecho películas y series para la televisión. Debido a que Otero inventó parte de su pasado para ocultar hechos como su violación o sus orígenes extremadamente humildes, muchas biografías, películas u otros trabajos en torno a su persona tienen datos inexactos y hechos que nunca sucedieron de verdad.

## Trabajos publicados
- Les Souvenirs et la Vie Intime de la Belle Otero (1926).[4] ISBN 9782402042819

## Filmografía
- 1918. "Otoño de amor" interpreta a la princesa de Alba florida.
- 1954. La Bella Otero, interpretada por la actriz mexicana María Félix.
- 1984. La Bella Otero, interpretada por Ángela Molina, coproducción española para la televisión italiana (RAI), dirigida por José María Sánchez.
- 2008. La bella Otero, miniserie de Antena 3 protagonizada por Natalia Verbeke. Su guion sigue la novela de Carmen Posadas.
- 2013. Camina. La bella Otero, vídeo creación interpretada por la actriz española Noelia Toledano.